# Барагаца (Болоња)
Барагаца је насеље у Италији у округу Болоња, региону Емилија-Ромања.
Према процени из 2011. у насељу је живело 598 становника. Насеље се налази на надморској висини од 673 м.